# アンナ・デミドヴァ

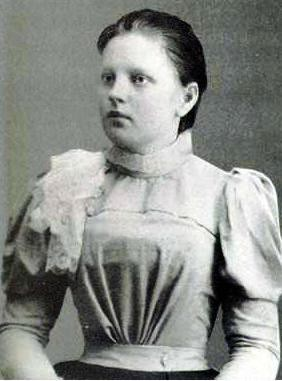
おそらく20世紀初頭に撮影

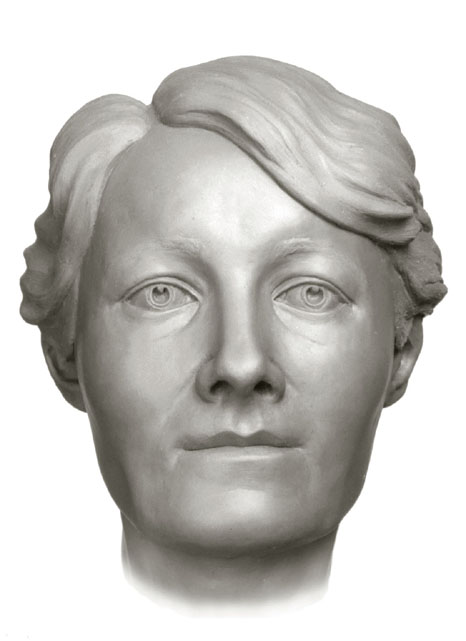
1994年。復顔術によって生前の姿に顔面が再建された

アンナ・ステパノーヴナ・デミドヴァ（ロシア語: Анна Степановна Демидова, ラテン文字転写: Anna Stepanovna Demidova、1878年1月14日 - 1918年7月17日）は、ロマノフ朝最後の皇帝ニコライ2世の夫人、アレクサンドラ皇后お抱えのメイドだった。
トボリスク、その後にエカテリンブルクのイパチェフ館に監禁された元皇帝一家と行動をともにし、1918年7月17日に彼らと一緒に殺害されたために死後に名声を獲得した。1981年に在外ロシア正教会によってソビエト政権による圧政の犠牲者として列聖された（新致命者）。

## 人生
デミドヴァは「背か高く、優美なブロンドの持ち主」と特徴付けられ、Nyutaの愛称が与えられていた。チェレポヴェツの裕福な商人、ステパン・デミドフの娘であった。1900年に友人からの紹介を通してロマノフ皇宮に仕えるメイドの職を得た。情報源が示されていないものの、グレッグ・キングは彼の著書『ロマノフの運命』の中でニコライ2世の子供達の英語の家庭教師、チャールズ・シドニー・ギブスに恋をしていたと記述している。

## 監禁と死
デミドヴァはニコライ2世、アレクサンドラ、マリアが1918年4月にトボリスクからエカテリンブルクへ移送された時に同行している。残りのロマノフ家の子供達やグループの他のメンバーは1ヶ月遅れでエカテリンブルクに到着した。移送された時にギブスに「ボリシェヴィキがとても怖いのよ、ギブス氏。彼らが私達に何をするか分からないわ」と語っている。エカテリンブルクのイパチェフ館に滞在する従者の数は次第に減っていった。2人が投獄され、6月には侍医のエフゲニー・ボトキン、フットマンのアレクセイ・トルップ、料理人のイヴァン・ハリトーノフ、皿洗いの少年レオニード・セドネフしかいなくなった。
7月17日の早い時間、監禁されていたイパチェフ館で睡眠を取っていたデミドヴァは他の被収容者とともに起こされ、地下階に降りるように言われた。デミドヴァはその中に宝石が縫い付けられていた2つの枕を持参した。ヤコフ・ユロフスキー率いる銃殺隊による一斉射撃の後、気を失っていたデミドヴァは意識を取り戻し、「神に感謝！神が私を救った！」と叫んだ。彼女の声を聞いた兵士達が銃剣を構えて迫ると、枕で身を守ろうとした。泣き叫び、壁を背にあちこち逃げまどう彼女を兵士らは銃剣で突きまくった。全ての資料がデミドヴァが激しく抵抗し、少なくとも30回刺された後で息絶えたと報告している。40歳没。

## 死後の再評価
7月17日の他の殺人被害者と同じく1981年に在外ロシア正教会によって列聖された。
デミドヴァの曽姪、ナタリー・デミドヴァは1998年7月17日にサンクトペテルブルクのペトル・パウェル大聖堂で執り行われた80年前にイパチェフ館で亡くなったニコライ2世一家とその従者のための葬儀に出席した。
2009年10月16日にロシア連邦検察庁はデミドヴァら従者を含めたボリシェヴィキによる赤色テロの犠牲者52名の名誉の回復を発表した。